# Clan La Torre
Il clan La Torre è stato un sodalizio criminale di stampo camorrisitico, era attivo nella provincia di Caserta ove gravitava nell'area dominata dal clan dei Casalesi. Di quest'ultimo clan, il clan La Torre è stato prima satellite/alleato, poi successivamente rivale nel corso degli anni '90 del secolo scorso.

## Storia

### La figura e l'arresto di Augusto
L'articolazione criminale è stata guidata a lungo da Augusto La Torre, figura di spicco del clan, nato a Mondragone il 1º dicembre 1962, che aveva iniziato una precoce carriera criminale in qualità di "figlio d'arte", avviato al crimine dal padre Tiberio, al quale è succeduto nella leadership della famiglia (i nomi riflettono la scelta non casuale di riferirsi alla linea di successione inversa degli imperatori romani, nello specifico alle figure storiche di Augusto e Tiberio).
Arrestato in Olanda l'8 giugno 1996 è stato subito sottoposto al regime carcerario del 41 bis ed è stato oggetto di vari processi nei quali ha dovuto difendersi da una serie di gravissimi capi d'imputazione (compreso l'omicidio), per i quali ha collezionato anche condanne definitive, come quella a 22 anni per associazione camorristica ed estorsione, e quella a nove anni per estorsione aggravata, pronunciata nei suoi confronti il 15 marzo 2007.
Divenuto collaboratore di giustizia a partire dal 2003 (anno in cui fu arrestata sua moglie, da cui poi si è separato), ha consentito l'arresto di gran parte dei suoi ex affiliati, ha confessato estorsioni e decine di omicidi, dando anche indicazioni per il ritrovamento dei cadaveri delle vittime. Il suo pentimento, tuttavia, è stato giudicato "riduttivo" da inquirenti e giudici di sorveglianza (in particolare, non ha consentito di ritrovare la cassaforte del clan, forse ancora depositata nei Paesi Bassi). Per questo motivo non ha potuto beneficiare di riduzioni di pena, ma solo di una mitigazione del duro regime carcerario del 41 bis, sospesogli a partire dal giugno 2011, una condizione detentiva che gli ha permesso di laurearsi in psicologia presso la Seconda Università degli studi di Napoli con studi che hanno riguardato Jacques Lacan e la scuola della psicologia della Gestalt, e hanno comportato la lettura dell'opera omnia di Sigmund Freud e Carl Gustav Jung.

## Attività
L'organizzazione fu attiva soprattutto nella città di Mondragone, ma ha stabilito interessi economici ramificati all'estero: ad esempio, gestisce attività commerciali anche in Gran Bretagna e nella città di Aberdeen. Nel Regno Unito, la cosca aveva affiliato anche Brandon Queen, "il primo camorrista di nazionalità britannica della storia".